# Günther Maul
Günther Edmund Maul (* 7. Mai 1909 in Frankfurt am Main; † 28. September 1997 in Funchal, Madeira, Portugal) war ein deutscher Zoologe und Taxidermist. Seine Forschungen waren vor allem für die Zoologie in Madeira und Portugal von großer Bedeutung.
1930 kam Maul erstmals nach Madeira, wo er bis zu seinem Tod lebte. Von 1940 bis 1981 war er Leiter des Museu Municipal de Madeira (des Stadtmuseums von Madeira), woraufhin 1957 auf seine Initiative auch das Aquario de Museu Municipal gebaut wurde, dass Forschungsaquarium. In dem Museum sind vor allem ausgestopfte Fische und Tiere zu sehen, die bei Madeira vorkommen und so für Forschungszwecke, aber auch der breiten Öffentlichkeit bekannt gemacht werden sollen.
Als Professor lehrte an der Universität Funchal Zoologie mit dem Schwerpunkt auf Fische und Meerestiere und Taxidermie.
Er publizierte mehr als fünfzig Artikel in internationalen Fachjournalen.
Maul war Mitglied der Zoologischen Gesellschaften von London und den USA; 2006 wurde ihm zu Ehren eine Straße an der Promenade von Funchal nach ihm benannt (Rua Guenther Maul). 2001 wurde ein Preis mit dem Namen Premio Guenther Maul für die beste Arbeit eines portugiesischen Nachwuchsbiologen gestiftet.

## Dedikationsnamen
Drei bei Madeira vorkommende Arten von Tiefseefischen sind nach ihm benannt: Himentolophus mauli, Pollichthys mauli und Maulisia mauli. Der britische Ichthyologe Peter J. Miller ehrte Maul im Epitheton der Grundelgattung Mauligobius. Harald Pieper, Storrs Lovejoy Olson, Josep Antoni Alcover und Juan Carlos Rando benannten die ausgestorbene Madeira-Zwergohreule (Otus mauli) nach Günther Maul.

## Auszeichnungen (Auswahl)
- 1982: Medalha de Merito de Regiao Madeira
- 1983: Verdienstorden der Bundesrepublik Deutschland
- 1995: Großoffizier des portugiesischen Ordens für Verdienst
- 1995: Ehrendoktor der Universität Madeira